# بيتر كروزه
بيتر كروزه (بالألمانية: Peter Kruse )‏ (و. 1955 – 2015 م) هو عالم نفس، ومؤلف، وأستاذ جامعي ألماني، ولد في أوسنابروك، توفي عن عمر يناهز 60 عاماً، بسبب نوبة قلبية.